# Liechtenstein en los Juegos Paralímpicos de Nueva York y Stoke Mandeville 1984
Liechtenstein estuvo representado en los Juegos Paralímpicos de Nueva York y Stoke Mandeville 1984 por una deportista femenina. El equipo paralímpico liechtensteiniano no obtuvo ninguna medalla en estos Juegos.